# Mộ Dung Nặc Hạt Bát
Mộ Dung Nặc Hạt Bát (giản thể: 慕容诺曷钵; phồn thể: 慕容諾曷鉢; bính âm: Mùróng Nuòhébō, ?- 688), tước hiệu là Ô Địa Dã Bạt Lặc Đậu khả hãn (烏地也拔勒豆可汗) hay giản hóa thành Lặc Đậu khả hãn (勒豆可汗), tước hiệu nhà Đường Thanh Hải vương (青海王), là vị khả hãn cuối cùng của Thổ Dục Hồn. Ông trở thành khả hãn vào năm 635 sau khi tổ phụ Bộ Tát Bát khả hãn Mộ Dung Phục Doãn và cha Cam Đậu khả hãn Mộ Dung Thuận, bị sát hại trong cùng năm. Quyền kiểm soát của mộ Dung Nặc Hạt Bát đối với thần dân của mình ban đầu rất mong manh và đã phải cần đến sự hiện diện quân sự của Đường trong ít nhất hai lần, song đến khi quyền kiểm soát đã trở nên vững chắc hơn, ông lại phải đối mặt với mối đe dọa từ Thổ Phồn ở phía tây nam. Năm 663, do không thể chịu được áp lực của Thổ Phồn, ông đã đưa bộ chúng di chuyển đến đất Đường để xin tị nạn, và vào năm 672, Thổ Phồn đã tiếp quản toàn bộ lãnh thổ trước đó của Thổ Dục Hồn. Người Thổ Dục Hồn đã định cư trong lãnh thổ Đại Đường, còn Mộ Dung Nặc Hạt Bát trở thành một viên quan của triều đình Đường. Ông vẫn tiếp tục giữ tước khả hãn cho đến khi qua đời vào năm 688, tuy nhiên Thổ Dục Hồn được tính là đã diệt vong vào năm 663 hoặc 672.

## Thân thế
Không rõ về thời điểm Mộ Dung Nặc Hạt Bát sinh. Năm 635, tổ phụ của ông là Bộ Tát Bát khả hãn Mộ Dung Phục Doãn đã bị nhà Đường phái tướng Lý Tĩnh suất quân tiến công, hậu quả sau nhiều năm Thổ Dục Hồn tiến hành đột kích qua biên giới vào đất Đường, Mộ Dung Phục Doãn chết trong khi chạy trốn. Cha của Mộ Dung Nặc Hạt Bát là Mộ Dung Thuận đã đầu hàng và được phong làm Cam Đậu khả hãn để kế vị, song do Mộ Dung Thuận đã ở đất Trung Hoa trong nhiều năm và mẹ của ông ta là Quảng Hóa công chúa của nhà Tùy, ông ta bị xem là quá Hán hóa và không được sự ủng hộ của thần dân. Cũng trong năm 635, Mộ Dung Thuận bị sát hại. Mộ Dung Nặc Hạt Bát, khi đó còn nhỏ tuổi và có tước hiệu Yên vương, trở thành khả hãn. Thái Tông hoàng đế đã cử tướng Hầu Quân Tập (侯君集) đem quân Đường đến để giúp Mộ Dung Nặc Hạt Bát bình định người Thổ Dục Hồn.

## Trị vì
Vào mùa xuân năm 636, Mộ Dung Nặc Hạt Bát cử sứ thần sang Đường, chịu làm một chư hầu và phái một hay nhiều người em trai sang Đường làm con tin. Thái Tông hoàng đế phong cho ông các tước hiệu Hà Nguyên quận vương và Ô Địa Dã Bạt Lặc Đậu khả hãn (hay gọi tắt là Lặc Đậu khả hãn).
Tuy nhiên, vào năm 638, Thổ Dục Hồn phải đương đầu với các cuộc tấn công liên miên từ Thổ Phồn của Tùng Tán Cán Bố, lý do là vì Tùng Tán Cán Bố cho rằng Mộ Dung Nặc Hạt Bát đã cản trở nỗ lực kết hôn với một công chúa Đường của ông ta. Trong các cuộc tấn công, Thổ Phồn đã bắt được nhiều người dân Thổ Dục Hồn và buộc những người còn lại phải bắc tiến đến khu vực hồ Thanh Hải.
Năm 639, Mộ Dung Nặc Hạt Bát viếng thăm kinh đô Trường An của Đường. Thái Tông hoàng đế đã phong con gái của một thành viên trong tông thất làm Hoằng Hóa công chúa và gả cho Mộ Dung Nặc Hạt Bát.
Vào năm 641 hoặc trước đó, thừa tướng của Mộ Dung Nặc Hạt Bát là Tuyên vương đã nắm quyền kiểm soát chính quyền, và ông ta lập kế hoạch tấn công Hoằng Hóa công chúa và bắt giữ bà cùng Mộ Dung Nặc Hạt Bát rồi đầu hàng Thổ Phồn. Khi Mộ Dung Nặc Hạt Bát hay biết về âm mưu này, ông đã suất khinh kị đến thành Thiện Thiện, đại tướng Uy Tín vương suất binh nghênh đón. Một viên quan của Đường là Tịch Quân Mãi (席君買) đã hợp quân cùng Uy Tín vương phục kích và giết chết ba huynh đệ Tuyên vương. Tuy nhiên, Thổ Dục Hồn lại rơi vào tình cảnh hỗn loạn, và Thái Tông hoàng đế đã cử dân bộ thượng thư Đường Kiệm đến giúp Mộ Dung Nặc Hạt Bát bình định dân chúng.
Năm 652, Mộ Dung Nặc Hạt Bát và Hoằng Hóa công chúa cùng đến viếng thăm Trường An, Cao Tông hoàng đế đã phong cho Mộ Dung Nặc Hát Bát làm phò mã đô úy, phong một người con gái trong tông thất làm Kim Thành huyện chúa để gả cho con trưởng của Mộ Dung Nặc Hát Bát là Mộ Dung Tô Độ Mạc Mạt (慕容蘇度摸末). Sau khi Mộ Dung Tô Độ Mạc Mạt mất, Cao Tông hoàng đế đã phong một người con gái khác trong tông thất làm Kim Minh huyện chúa để gả cho con thứ của Mộ Dung Nặc Hạt Bát là Lương Hán vương Mộ Dung Tháp Lô Mạc Mạt (慕容闒盧摸末).

## Chạy trốn đến lãnh thổ Đại Đường
Trong khi đó, mối quan hệ giữa Thổ Dục Hồn và Thổ Phồn tương đối hòa bình trong nhiều năm, song đến năm 660, đại luận (thừa tướng) Thổ Phồn là Lộc Đông Tán (祿東贊) đã lệnh cho con trai là Khởi Chính (起政) phục hồi các cuộc tấn công chống lại Thổ Dục Hồn, lý do được cho là vì Thổ Dục Hồn quy phục triều Đường. Cả Thổ Phồn và Thổ Dục Hồn đều cử sứ thần sang Đường để cáo buộc đối phương và thỉnh cầu sự giúp đỡ của Đường. Cao Tông hoàng đế từ chối cả hai lời đề nghị. Tuy nhiên, Thổ Dục Hồn đã suy yếu trước các cuộc tấn công của Thổ Phồn, và vào năm 663, tình thế càng trở nên trầm trọng hơn khi đại thần Tố Hòa Quý (素和貴) của Thổ Dục Hồn do bị cáo buộc phạm tội nên đã chạy trốn sang Thổ Phồn và tiết lộ nhiều bí mật quốc gia. Quân Thổ Phồn sau đó đã tấn công và tiêu diệt quân Thổ Dục Hồn. Mộ Dung Nặc Hạt Bát và Hoằng Hóa công chúa đã từ bỏ lãnh thổ Thổ Dục Hồn và đưa thần dân đến Lương châu (涼州, nay gần tương ứng với Vũ Uy, Cam Túc) của Đường, thỉnh cầu được định cư trong lãnh thổ Đại Đường.
Cao Tông hoàng đế đã cử tướng Tô Định Phương (蘇定方) đưa quân về phía tây nhằm bảo vệ tàn dư của Thổ Dục Hồn, song không thực hiện cuộc tấn công nào chống lại Thổ Phồn, song ông cũng cử sứ thần đến trách mắng Lộc Đông Tán khi Lộc Đông Tán cử sứ thần đến để buộc tội Thổ Dục Hồn và thỉnh cầu quốc hôn với triều Đường. Năm 665, khi Thổ Phồn đưa ra một đề xuất hòa bình, thỉnh cầu hòa thân với Thổ Dục Hồn và xin được chăn thả gia súc tại khu vực Xích Thủy (赤水, có thể là đầu nguồn của Hoàng Hà), Cao Tông hoàng đế đã từ chối đề xuất. Khoảng năm 666, Cao Tông hoàng đế phong Mộ Dung Nặc Hạt Bát làm Thanh Hải quận vương—một tước hiệu cao cấp hơn tước hiệu Hà Nguyên quận vương—có lẽ để nhằm thể hiện cho Thổ Phồn rằng ông ta vẫn có ý khôi phục Thổ Dục Hồn. Năm 669, Cao Tông hoàng đế lệnh dân Thổ Dục Hồn định cư tại Kỳ Liên Sơn, song nhiều đại thần cho rằng điều này sẽ khiến họ gặp nguy hiểm trước các cuộc tấn công của Thổ Phồn và rằng trước tiên cần có một cuộc tấn công chống lại Thổ Phồn. Tể tướng Diêm Lập Bản (閻立本) phản đối và giải thích rằng phần lớn Đại Đường đã chịu cảnh mất mùa vào năm 668 và không đủ khả năng thực hiện một chiến dịch quân sự lớn, và do đó, người Thổ Dục Hồn đã không được định cư tại Kỳ Liên Sơn.
Năm 670, Thổ Phồn tiến hành các cuộc tấn công lớn nhằm vào các đơn vị đồn trú của Đường tại Tây Vực. Đáp lại, Cao Tông hoàng đế cử tướng Tiết Nhân Quý, với sự trợ giúp của các tướng A Sử Na Đạo Chân (阿史那道真) và Quách Đãi Phong (郭待封) đi thu hồi lại lãnh thổ Thổ Dục Hồn để cho những người dân Thổ Dục Hồn có thể quay trở lại lãnh thổ của họ. Tuy nhiên, các chiến dịch chịu ảnh hưởng từ bất đồng giữa Tiết Nhân Quý và Quách Đãi Phong và quân Đường cuối cùng đã phải chịu một thất bại lớn trước Luận Khâm Lăng (論欽陵)- con trai và người kế thừa của Lộc Đông Tán, chấm dứt hy vọng người Thổ Dục Hồn có thể trở về quê hương. Năm 672, Cao Tông hoàng đế đã cho định cư người Thổ Dục Hồn tại Thiện châu (鄯州, nay thuộc Hải Đông, Thanh Hải), song ngay cả Thiện châu cũng được xem là quá nguy hiểm trước các cuộc tấn công của Thổ Phồn, và người Thổ Dục Hồn lại sớm phải dời đến định cư tại Linh châu (靈州, gần tương ứng với Ngân Xuyên, Ninh Hạ ngày nay), song triều đình lập một châu riêng cho họ là An Lạc châu (安樂州). Mộ Dung Nặc Hạt Bát trở thành An Lạc châu thứ sử.
Mộ Dung Nặc Hạt Bát qua đời vào năm 688. Người con trai Mộ Dung Trung (慕容忠) kế thừa tước hiệu của ông, và các tước hiệu này được truyền qua ít nhất là bốn đời nữa trước khi dòng tộc này không có người kế tự, mặc dù trên thực tế đã không còn cơ hội nào để khôi phục Thổ Dục Hồn.